# Коњен
Коњен (фр. Cognin) насеље је и општина у источној Француској у региону Рона-Алпи, у департману Савоја која припада префектури Шамбери.
По подацима из 2011. године у општини је живело 5920 становника, а густина насељености је износила 1321,43 становника/km². Општина се простире на површини од 4,48 km². Налази се на средњој надморској висини од 299 метара (максималној 451 m, а минималној 269 m).

## Демографија
| 1962. | 1968. | 1975. | 1982. | 1990. | 1999. | 2011. |
| ----- | ----- | ----- | ----- | ----- | ----- | ----- |
| 3.143 | 3.995 | 5.397 | 6.085 | 5.779 | 5.900 | 5.920 |

График промене броја становника у току последњих година